# Ampelisca uncinata
Ampelisca uncinata är en kräftdjursart som beskrevs av Édouard Chevreux 1887. Ampelisca uncinata ingår i släktet Ampelisca och familjen Ampeliscidae. Inga underarter finns listade i Catalogue of Life.